# Chlorops sulcatus
Chlorops sulcatus är en tvåvingeart som beskrevs av Becker 1911. Chlorops sulcatus ingår i släktet Chlorops och familjen fritflugor. Inga underarter finns listade i Catalogue of Life.